# Aquiloeurycea quetzalanensis
Espèce
Synonymes
- Pseudoeurycea quetzalanensis Parra-Olea, Canseco-Márquez & García-París, 2004

Statut de conservation UICN

 CR  : 
En danger critique
Aquiloeurycea quetzalanensis est une espèce d'urodèles de la famille des Plethodontidae.

## Répartition
Cette espèce est endémique de l'État de Puebla au Mexique. Elle se rencontre de 905 à 1 400 m d'altitude dans la Sierra Madre orientale à Cuetzala del Progreso.

## Description
Aquiloeurycea quetzalanensis mesure de 32 à 39 mm pour les mâles et de 31 à 41 mm pour les femelles.

## Étymologie
Son nom d'espèce, composé de quetzalan et du suffixe latin -ensis, « qui vit dans, qui habite », lui a été donné en référence au lieu de sa découverte, Cuetzala del Progreso.

## Publication originale
- Parra-Olea, Canseco-Márquez & García-París, 2004 : A morphologically distinct new species of Pseudoeurycea (Caudata: Plethodontidae) from the Sierra Madre Oriental of Puebla, Mexico. Herpetologica, vol. 60, no 4, p. 478-484 (texte intégral).